# 柴田平
柴田 平（しばた たいら、1920年1月7日 - 2004年4月10日）は、日本の経営者。西松建設社長を務めた。

## 来歴・人物
富山県出身。1944年に京城帝国大学理工学部を卒業し、同年に西松組(のちの西松建設)に入社。1973年5月に取締役に就任し、1976年6月に常務、1977年6月に専務を経て、1979年6月に副社長に就任し、1983年6月には社長に昇格。1995年6月に会長を経て、2001年6月には最高顧問に就任。
1983年11月に藍綬褒章を受章。
2004年4月10日に肺炎のために死去。84歳没。